# Ејдејр Вилиџ (Орегон)
Ејдејр Вилиџ (енгл. Adair Village) град је у америчкој савезној држави Орегон.

## Демографија
По попису из 2010. године број становника је 840, што је 304 (56,7%) становника више него 2000. године.
| Група             | 2000.       | 2010.       |
| Белци             | 455 (84,9%) | 707 (84,2%) |
| Афроамериканци    | 4 (0,7%)    | 10 (1,2%)   |
| Азијати           | 7 (1,3%)    | 16 (1,9%)   |
| Хиспаноамериканци | 24 (4,5%)   | 56 (6,7%)   |
| Укупно            | 536         | 840         |